# Lucza
Lucza (ukr. Люча) – wieś na Ukrainie, w obwodzie iwanofrankiwskim, w rejonie kosowskim.
Prywatna wieś szlachecka prawa wołoskiego, położona była w ziemi halickiej województwa ruskiego.
We wsi istniał zamek.